# (6478) Голт
(6478) Голт — астероид главного пояса семейства Фокеи, был открыт Кэролин и Юджином Шумейкерами в 1988 году. Назван в честь американского планетолога Дэвида Голта (1923—1999) 28 июля 1999 года.

## Комета главного пояса
В январе 2019 года у астероида (6478) Голт было обнаружено два узких хвоста — один длиной 800 тыс. км, другой почти в четыре раза короче. При помощи гавайского инфракрасного телескопа IRTF удалось пронаблюдать как цвет астероида менялся в ближнем инфракрасном диапазоне с красного на синий.
Так как малая планета демонстрирует активность, она также относится к кометам. Согласно фотометрическим измерениям период собственного вращения (6478) Голт составляет около 2 часов и быстрое вращение является причиной текущей кометной активности — небесное тело теряет пыль с поверхности или находится в состоянии медленного распада. Таким образом, в отличие от обычных комет, активность которых вызвана разогревом поверхности их ядер солнечным излучением, активность (6478) Голт не зависит от его текущего расстояния от Солнца.
Согласно последним исследованиям, современное быстрое вращение не было получено в результате столкновения с другим небесным телом, а было приобретено в результате YORP-эффекта в течение последних 100 млн лет.
На архивные снимках, кометная активность астероида (6478) Голт замечена начиная с 2013 года, когда вспышки происходили на расстояниях, достигающих 2,68 а. е. (вблизи афелия орбиты). Возможно, его активность в действительности не связана с летучими веществами, а происходит из-за сильного вращения.

## Галерея

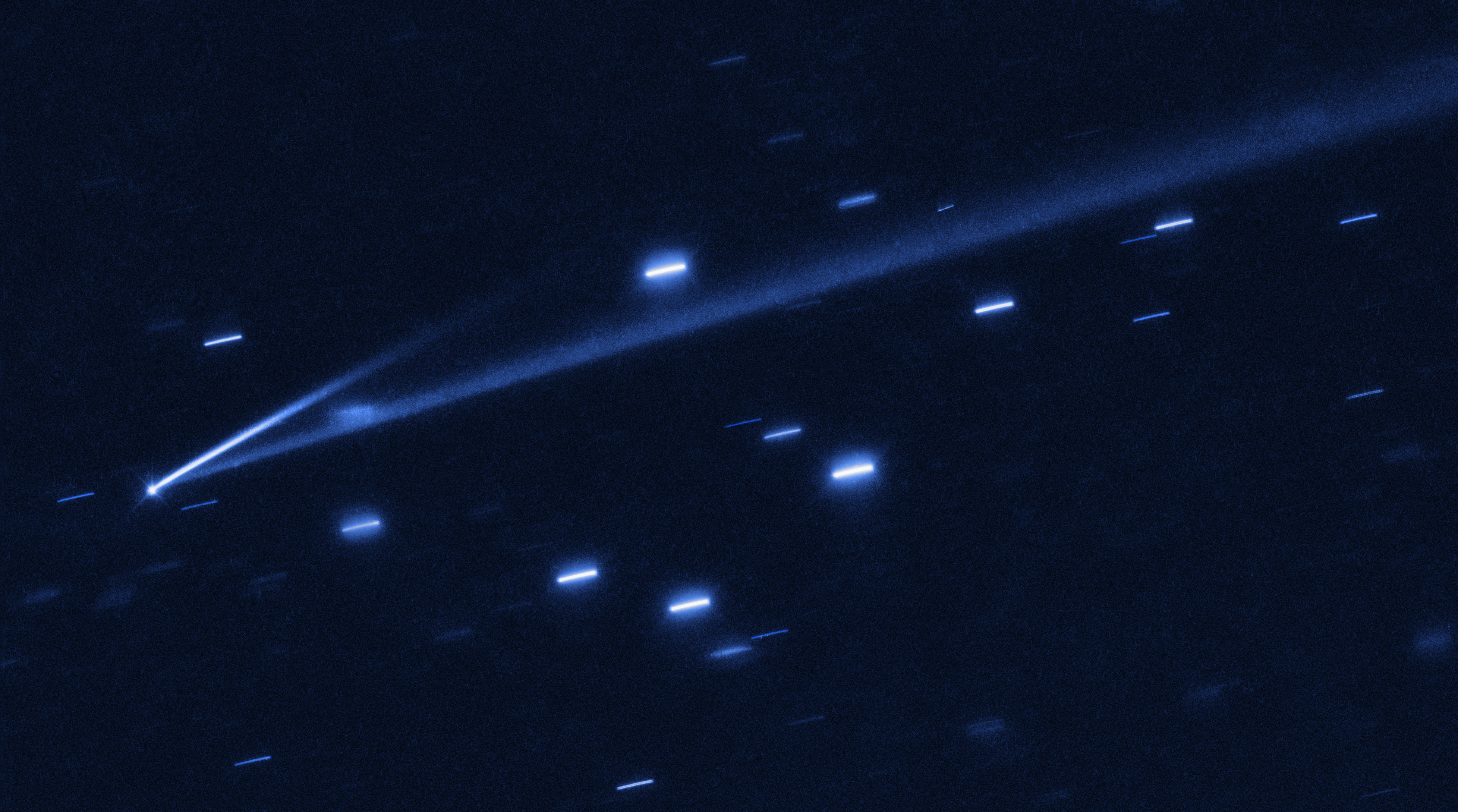
Фон звёзд вокруг астероида (6478) Голт
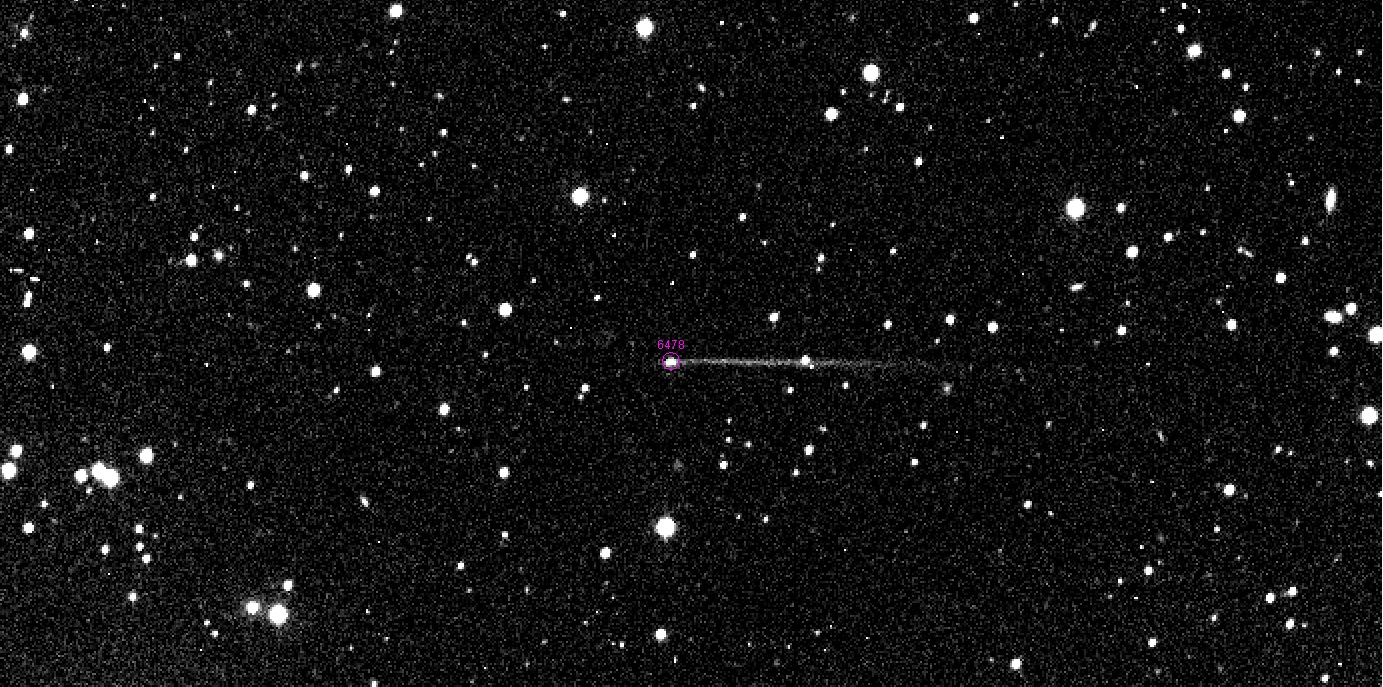
(6478) Gault изображён на 2019-03-26 с помощью iTelescope T21
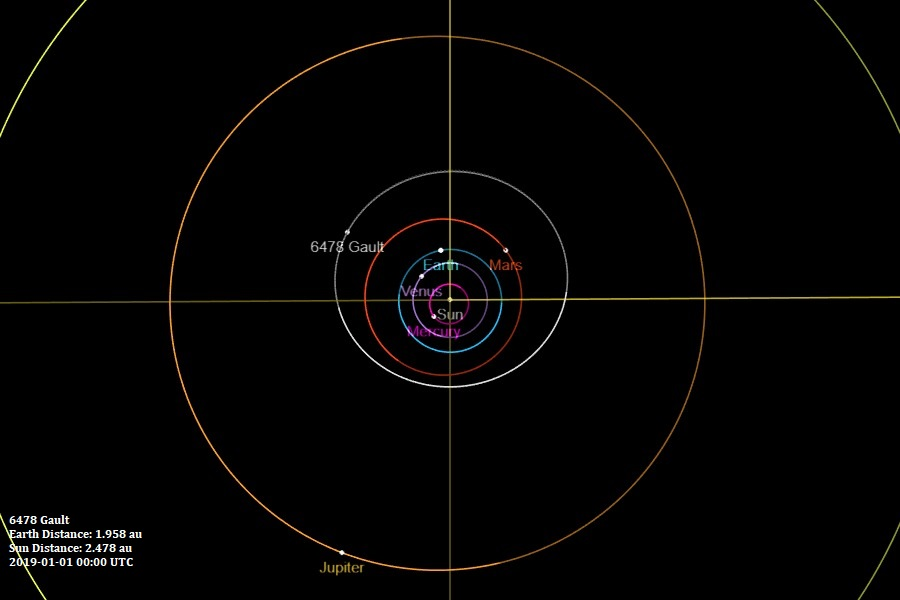
Орбита астероида (6478) Голт (JPL Small-Body Database Browser's Orbit Diagram for the Main-belt Asteroid 6478 Gault on 2019-01-01 at 00:00 UTC)